# Lion Recovery Disk Assistant
Lion Recovery Disk Assistant — встроенная непосредственно в OS X Lion, функция восстановления системы позволяет восстанавливать диски и переустанавливать ОС OS X Lion без физического диска.
С помощью программы Lion Recovery Disk Assistant можно создать внешний диск для восстановления ОС Lion, обладающий такими же возможностями, что и встроенная функция «Восстановление Lion»: переустановка ОС Lion, восстановление диска с использованием Дисковой утилиты, восстановление из резервной копии Time Machine или просмотр веб-страниц в браузере Safari.